# Skægagamer
Skægagamer (Pogona) er en slægt af australske agamer. Navnet skægagame henviser til deres karakteristiske piggede skæl ("skæg") på struben som bliver sort hvis dyret er stresset eller ser en rival. Skægagamer lever i tørre, stenede halvørkener og tørre åbne kratområder i Australien. De er gode til at klatre og kan findes på grene og i buske.
De findes over det meste af Austraulien.
Flere arter, især Almindelig skægagame, er populære kæledyr i mange lande, grundet deres rolige natur og lette pasning sammenlignet med andre krybdyr.

## Beskrivelse
Skægagamer har som typisk for agamer, brede trekantede hoveder og flade kroppe. Der er piggede skæl på struben som kan udvides når dyret er trues, og på nakken. De bruges at til skræmme rovdyr, men er ikke specielt skarpe. Skægagamer bruger en vinkende gestus med forbenet til vise underkastelse, og nikker med hovedet for at vise dominans overfor artsfæller. De kan ændre farve ved rivalisering mellem hanner, som følge af temperaturændringer (i varme bliver de mørkere for absorbere varmen), og andre stimuli. Hanner bliver op til 30-50 cm, hunnerne er ca. 10 cm kortere.
Når en skægagame er kønsmoden, kan man se forskel på hannen og hunnen ved gattet, hvor hannen kendes på de to buler fra dens hemipenisser ved siden af hinanden, mens hunnen kun har en enkelt bule.

## Kost
Skægagamer er stort set altædende.